# Алмалик (Кельбаджарський район)
Алмалик (азерб. Almalıq, дослівно — «яблучний») — село у Кельбаджарському районі Азербайджану. Село розташоване на правому березі річки Тутхун, за 28 км на схід від районного центру — міста Карвачара, на дорозі, що з'єднує село-курорт Зуар з трасою Мартакерт — Варденіс, від якої розташована на 8 км на південь, на відстані 76 км на захід від Мартакерта та за 4 км на північ від села Зуар, у якому розташовані мінеральні термальні джерела.